# Pastor ganadero australiano
El pastor ganadero australiano (en inglés: Australian Cattle Dog) es una raza de perro boyero de origen australiano. En comparación con otras razas su historia está muy bien documentada, pues es relativamente reciente. Es fácil de adaptar a cualquier vivienda y clima.

## Historia

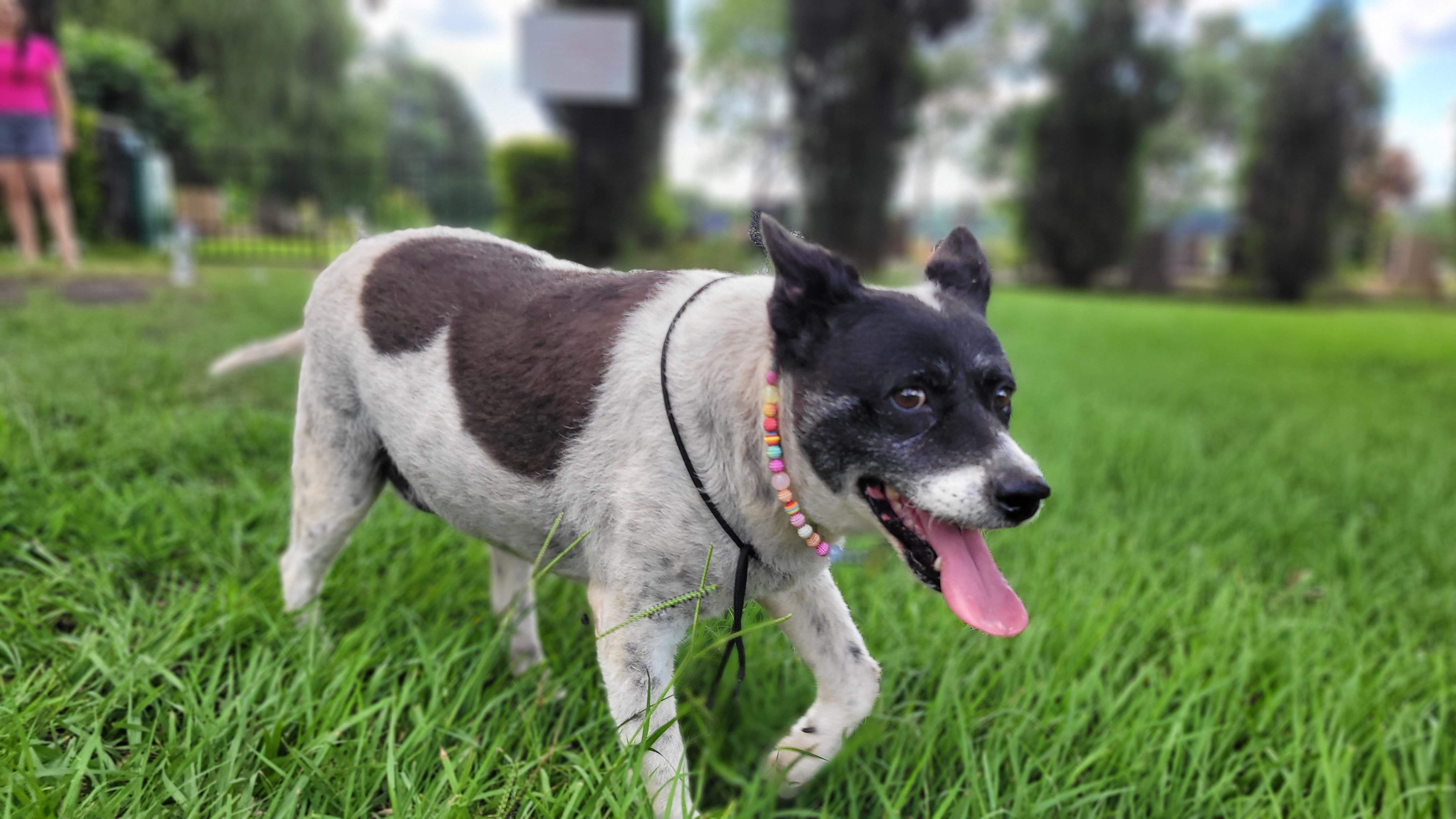
Hembra adulta "Mimbi" de paseo en un campo argentino.

A principios del siglo XIX la industria ganadera en Australia había crecido hasta las llanuras y sobre las enormes extensiones de tierra. El ganado se había convertido en bestias salvajes y rudas, los Smithfields, hasta entonces sus perros de pastoreo, ya perdían el control con frecuencia del ganado. A estos perros los vencía el calor y las distancias que recorrían para trasladar el ganado, además tendían a morder y ladrar, pues sabían pastorear borregos y no ganado, y a veces con los cuernos resultaban heridos. 
En 1830 se realizó una cruza de Smithfields con dingos, el perro primitivo que habita en Australia y que mataba a las reses. Este, de ser considerado como una plaga en ese tiempo, pasó a ser la mejor contribución a esta raza. Se creía que se obtendrían perros más acoplados al clima, al trabajo y más silenciosos. Se obtuvieron perros de pelo rojo, silenciosos pero que mordían todavía más. Esta raza no prosperó y murieron.
En 1840 otro ganadero con la misma inquietud pero diferente enfoque, importó una pareja de Highland Collies de pelo azul de Escocia, resultaron perros que ladraban mucho. La descendencia de esta pareja la cruzó con el dingo y obtuvo un perro de trabajo silenciosos ya fuera de pelaje azul o rojo.
Otras razas que introdujeron a esta cruce fueron los dálmatas con el fin de lograr que los perros trabajaran también con caballos y fueran más fieles y confiables para los amos; kelpies negros o color paja, perros ovejeros australianos, para reafirmar sus habilidades en el trabajos que se habían perdido con el cruce de dálmatas. 
La influencia de los dálmatas creó cachorros de piel blanca al nacer y que cambia de color a las tres semanas de edad de un pelaje liso a otro entrecano. Del kelpie vienen las marcas color paja en las patas, pecho y cabeza. El resultado final fue un perro activo, compacto, con la cautela del dingo, la confiabilidad de un dálmata, la habilidad de un collie y un kelpie, y una coloración de pelaje único en el mundo. 
A principios de los años 1890 el Sr. Robert Kaleski se interesó en estos perros. Como amante de ellos y a la vez periodista decidió dar a conocer esta raza e impulsarla logrando en 1903 que el Kennel Club de Gales aceptara el primer estándar de la raza. Creía firmemente en la importante contribución de la sangre de dingo para el pastoreo de ganado y ocasionalmente introducía dingos a los cruces para mantener el estilo de talonero eficiente.
En noviembre de 1988 se formó en Australian Cattle Dog Club of America en California. El 1 de mayo de 1980 solicitaron licencia al AKC (American Kennel Club) y el 1 de septiembre de ese año les fue otorgado.
En todos estos años los pastores ganaderos australianos han venido ganando terreno tanto en el trabajo como en el corazón de los amos. Se les conoce con muchos nombres o sobrenombres: "blueys" (azulitos), "blue dogs" (perros azules), "heelers" (taloneros), "Queensland heelers" (taloneros de Queensland), "blue heelers" (taloneros azules), "red heelers" (taloneros rojos) y hasta erróneamente son llamados "dingos".
Los australianos son muy versátiles e incansables trabajadores que se adaptan diversas actividades. Han sido utilizados como perros de rescate y búsqueda, detectores de bombas y drogas, perros de servicio y por supuesto, pastoreo de ganado.

## Convivencia

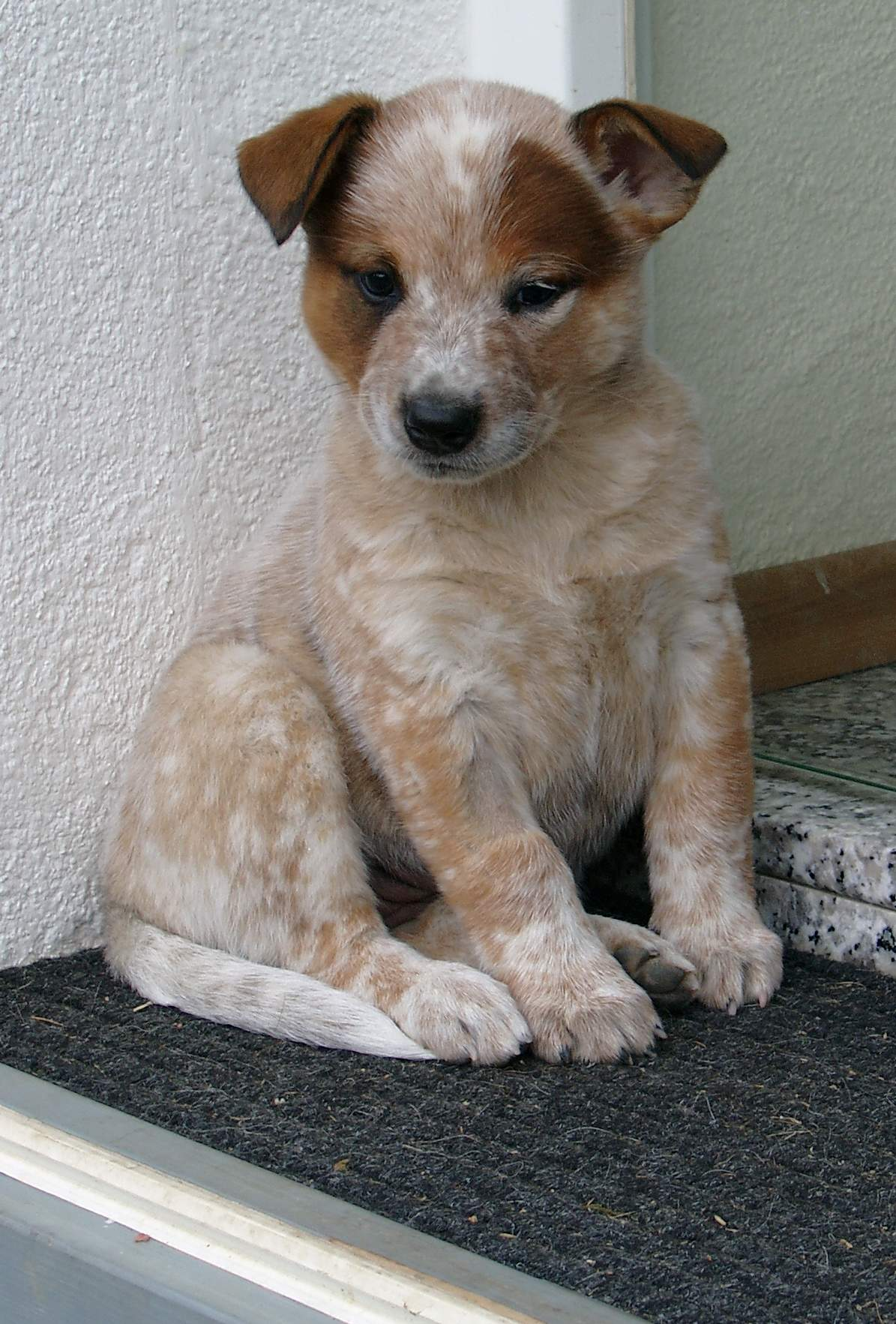
Cachorro de color rojo.

Un ganadero australiano no es el perro ideal para encerrarlo en un patio. Estos perros requieren de trabajo y de convivencia con las personas o por lo menos de la presencia de alguien a su alrededor a falta de su trabajo cotidiano. Aislado en el patio de una casa dentro de la ciudad los empuja a crear problemas.
El Dr. Harvey, veterinario australiano, tiene dos de estos perros y además atiende otros más como pacientes. Comenta: "el problema principal que veo y que supera en mucho a otros, es el comportamiento de estos animales, todo es debido al aburrimiento y falta de ejercicio. Puesto que resultan muy buenos guardianes, la gente los deja en su patio cuidando la casa, ignorando totalmente sus necesidades de ejercicio y estimulación mental". El Dr. Guiza opina que es un comportamiento esperado los primeros 3 a 5 años de vida, aún con el ejercicio adecuado y convivencia diaria con personas y otros perros, tienden a ser destructivos, no es hasta que alcanzan cierta madurez que se convierten el perros más pasivos, el nos comenta "Nikolás macho de 8 años de edad el un perro tranquilo, obediente, fiel, amable y territorial, Princesa hembra de 2 años con tendencia a buscar y destruir, Nikolás fue exactamente igual sus primeros 4 años de vida, es cosa de tener paciencia y dinero para comprar cosas nuevas cada que se destruyan". 
Un ganadero australiano puede vivir en un departamento o en un rancho de 20 hectáreas, el problema no es el espacio; es el ejercicio y el tiempo que el dueño le dedica a su perro. Si no se le proporciona un trabajo al perro, el mismo lo va a inventar:
- Diseño de jardines: hoyos, plantas recortadas o fuera de su lugar.
- Diseño de interiores: jalar el tapiz de los muebles, masticar sillas, cavar una salida a la calle, esparcir la basura por toda la casa, etc.

Otro problema muy común en las ciudades es la tendencia natural que tienen estos perros a proteger a su familia y su casa. Aun sin entrenamiento, defienden su territorio de los extraños, incluyendo al lechero, al cartero y todo aquel que no le resulte familiar
En algunos sitios rurales de Estados Unidos se utilizan comúnmente avisos que advierten que ese lugar está vigilado por perro ganadero australiano, para evitar que se acerquen extraños. Si hay niños corriendo, gritando, cualquier perro de pastoreo por naturaleza querrá acorralarlos para ponerlos bajo control; con mordidas y ladridos.
La convivencia social con niños debe ser a temprana edad, pues los perros son taloneros por naturaleza a instintivamente persiguen a otros animales, aun así estos perros son muy adaptables y pueden aprender a suprimir parte de sus inclinaciones naturales. Son una compañía perfecta para la familia y sus niños. Una vez que conozca al perro y lo controle, su obediencia sorprenderá a sus invitados.

## Entrenamientos
El Dr. Harvey opina también sobre el entrenamiento: el perro ganadero australiano es muy manejable; como entrenador y estudioso del comportamiento, lo catalogó como el perro más adaptable con el que hubiera trabajado. No obstante, estos perros no responden bien al método en que se les fuerza.
Después de varios meses de intentar inútilmente de entrenar una hembra con correas de castigo, corregirla y demás, opte por métodos más motivacionales y los resultados fueron excelentes. La confianza y el entusiasmo se pueden observar en la posición de la cola. Un perro con la cola caída, probablemente este reprimido o aburrido, una cola levantada denota un perro activo y atento.
Por lo tanto los entrenadores que sin el conocimiento de la raza, utilizan los métodos tradicionales como el jaloneo con el collar de castigo; invariablemente los consideran necios, irritables y difíciles. Los entrenadores que utilizan métodos positivos, opinan que son muy atentos y dispuestos a aprender.

## Descripción física

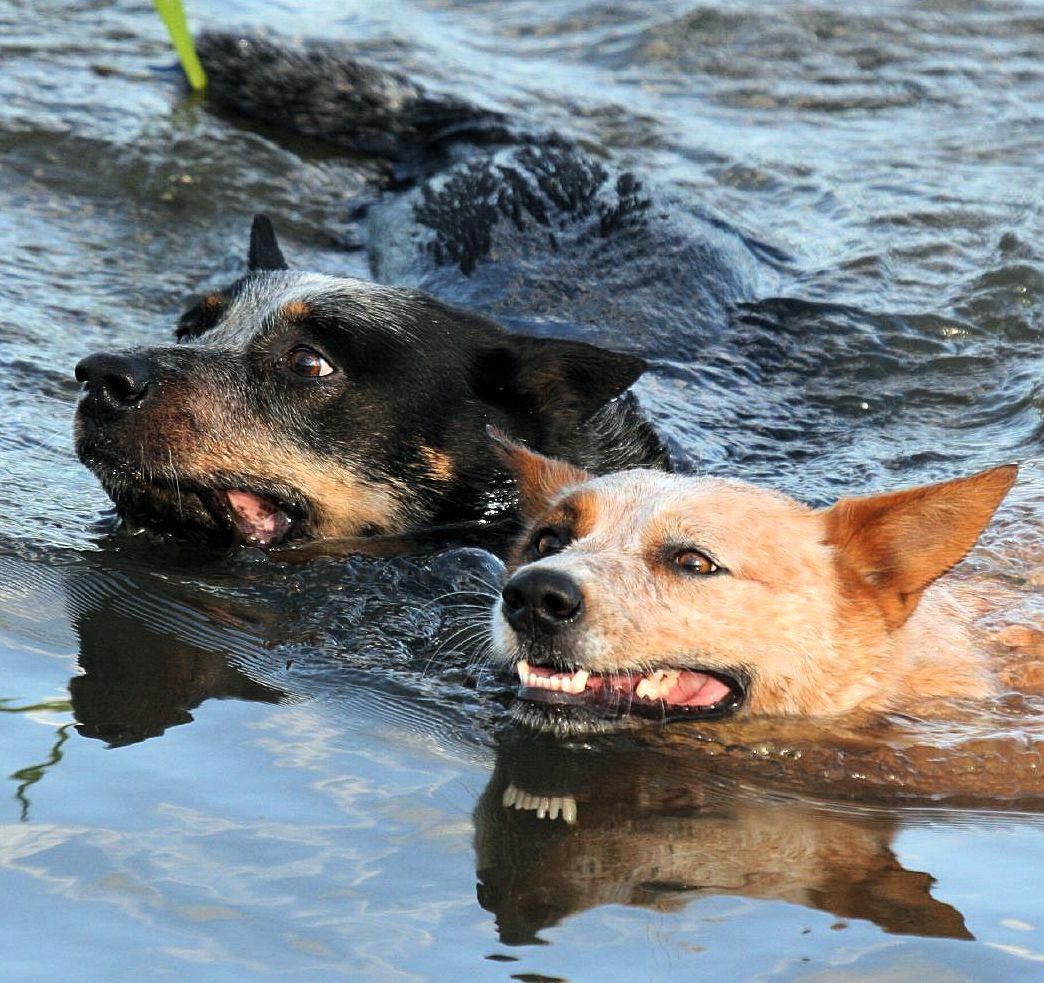
Dos ejemplares de pastor ganadero australiano nadando.

Kalesky alguna vez dijo: "Un ganadero australiano debe recordarnos un típico dingo, y esto es muy importante si queremos describir la raza.
Los ganadero australiano son una raza moderada en todos los aspectos. Deben ser balanceados, simétricos, robustos y compactos. Al juzgar esta raza debemos buscar un perro armonioso.
Con frecuencia escuchamos: "debe ser de cabeza grande"; esto está bien siempre y cuando el cuerpo sea acorde con la cabeza. El estándar de la raza no exige una cabeza grande sino una cabeza de acuerdo al cuerpo, ni de una estructura ósea pesada, si no está de acuerdo con el resto del perro.
Es un perro de trabajo, creado fuerte, compacto, simétrico, con la habilidad y disposición para llevar a cabo su tarea asignada sin importar cuan difícil sea. Su combinación de sustancia, poder, balance y fuerte condición muscular, conlleva a su gran agilidad, fuerza y resistencia. Tanto un perro demasiado grande y gordo, como uno demasiado pequeño y delgado tendrían graves faltas. Debemos ver al perro en conjunto. Una cabeza grande no hace un buen perro, tampoco una estructura ósea muy tosca. Recuerde: BALANCE, SIMETRÍA Y MODERACIÓN.
Como su nombre lo dice, es primordial función y nadie los iguala, es el control y manejo del ganado en extensiones abiertas o cerradas. Siempre alerta, extremadamente inteligente, vigía, valiente y confiable, con una total devoción a su deber, haciéndolo el perro ideal.
Un perro que sea de carácter suave, fuera de condición a obeso, perderá puntos. Ellos son atletas y siempre deberían dar esa apariencia.

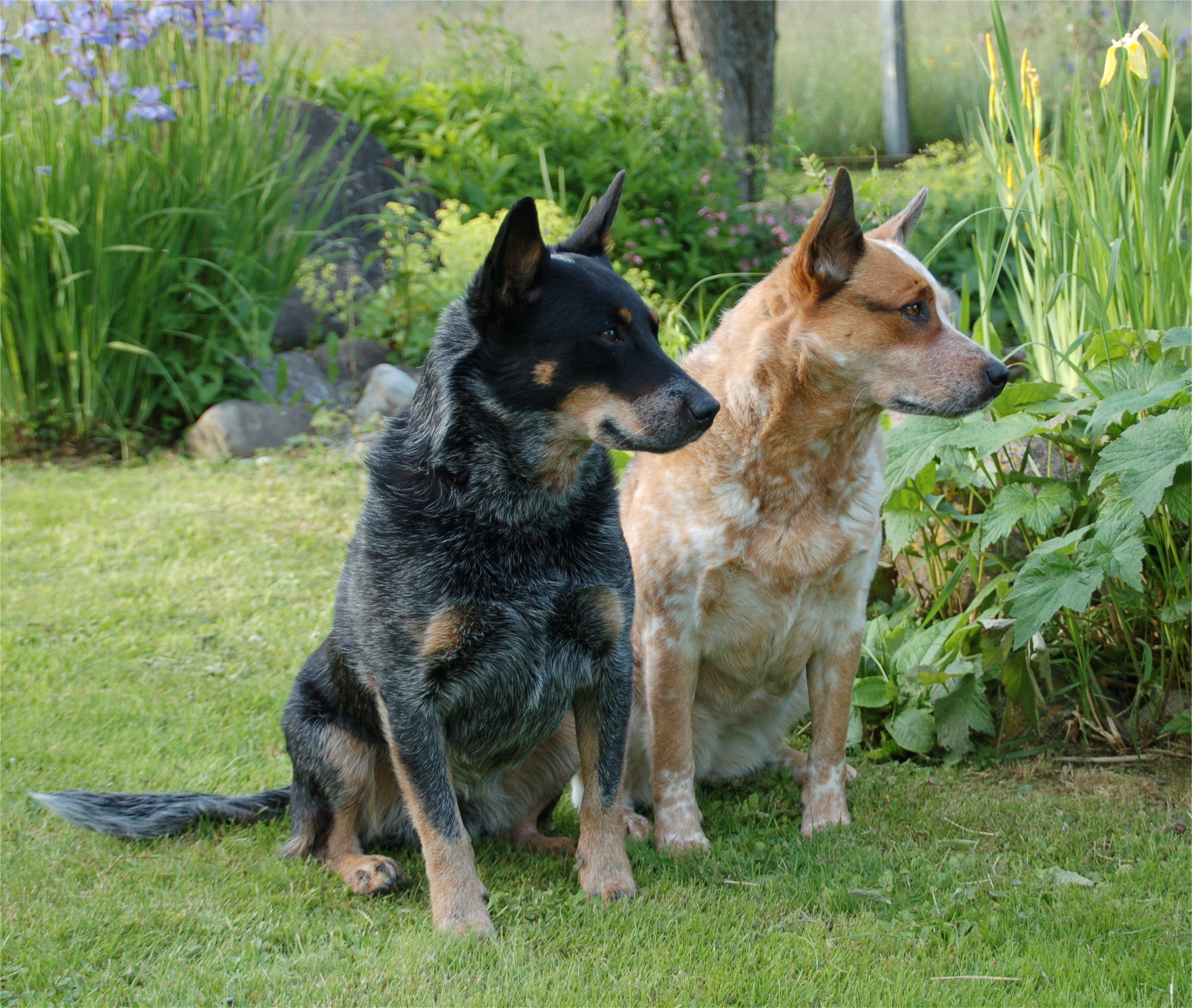
Los dos colores del pastor ganadero australiano: rojo y azul.

### Cabeza
La cabeza es fuerte y debe ser proporcional al cuerpo del perro, para mantener su conformación general. El cráneo ancho es ligeramente curvo entre las orejas. Las mejillas son musculosas, ni toscas ni prominentes, de fuerte quijada. Los labios son apretados y limpios. La nariz siempre es negra. Una guía para medir la cabeza es desde la punta de la nariz, pasando entre los ojos, a la punta de la oreja parada; pasando el cráneo por atrás a través del ojo a la punta de la nariz; deberán medir un triángulo equilátero.
Los ojos ovalados, medianos, ni prominentes ni hundidos, deberán expresar estado de alerta e inteligencia, color café oscuro.

#### Orejas
Deben ser de tamaño moderado, preferible pequeñas que grandes, de base ancha y de la punta puntiagudas, ni redondas como cuchara, ni picudas como de murciélago. Colocadas separadas en la cabeza inclinadas hacia afuera. Deberán ser gruesas, carnosas y cubiertas de pelo en el interior. Los dientes serían fuertes, con separaciones iguales, con agarre, con mordida como de tijera, los incisivos inferiores cierran justo antes y tocando a los incisivos superiores.

### Cuello

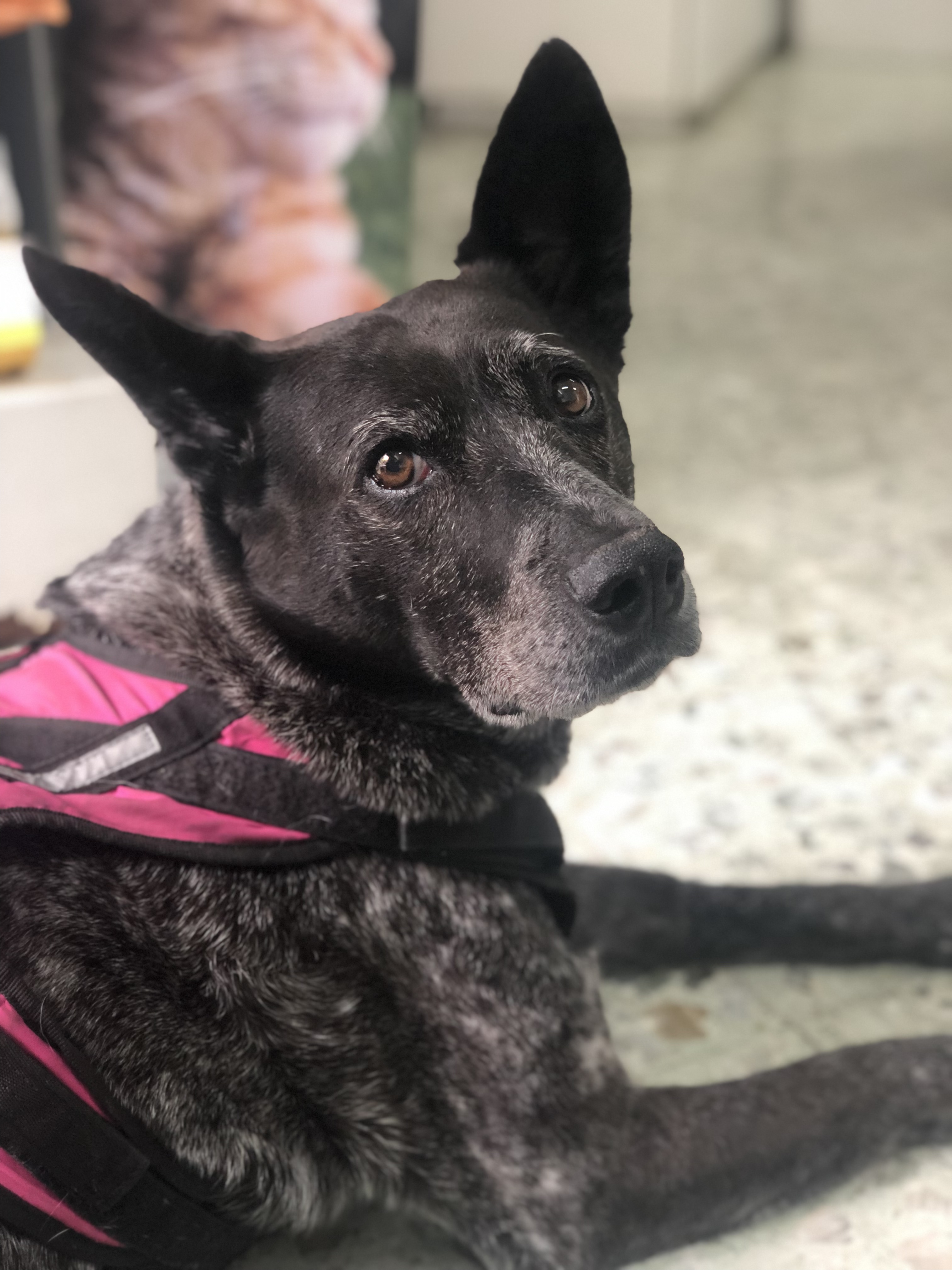
Soona, cruza de pastor australiano. Esta raza tiene problemas de columna cuando son geriátricos.

Muy fuerte, musculoso, que le permita voltear la cabeza hacia el cuerpo, no debe ser flojo ni tener piel colgada y debe medir 14 a 16 cm 

### Cuartos delanteros
El antebrazo debería unirse al hombro casi en 90 %. Existe una tendencia en los antebrazos cortos que no le permiten la correcta extensión que necesitan. Deberán ser igual de la cruz al codo que del codo al piso. No debe exceder el ancho del pecho que los codos. La creación de exageraciones es un problema en la raza.

### Cuerpo

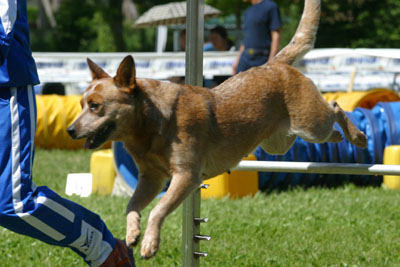
Red Heeler durante una competición en agility.

El perro deberá ser 10 % más largo que alto, desgraciadamente muchos son muy cortos y esto les resta movimiento y flexibilidad.

### Cuartos traseros
Fuertes, anchos, musculosos. La grupa más bien larga a inclinada, muslos largos, anchos y bien desarrollados. Vistos desde atrás deberán ser derechos y paralelos, no muy cerca uno del otro ni muy separados.

### Patas
Redondas y con dedos largos y juntos. Los cojinetes duros, uñas cortas y fuertes, piernas definidas, gruesas, fuertes y no muy altas.

### Cola

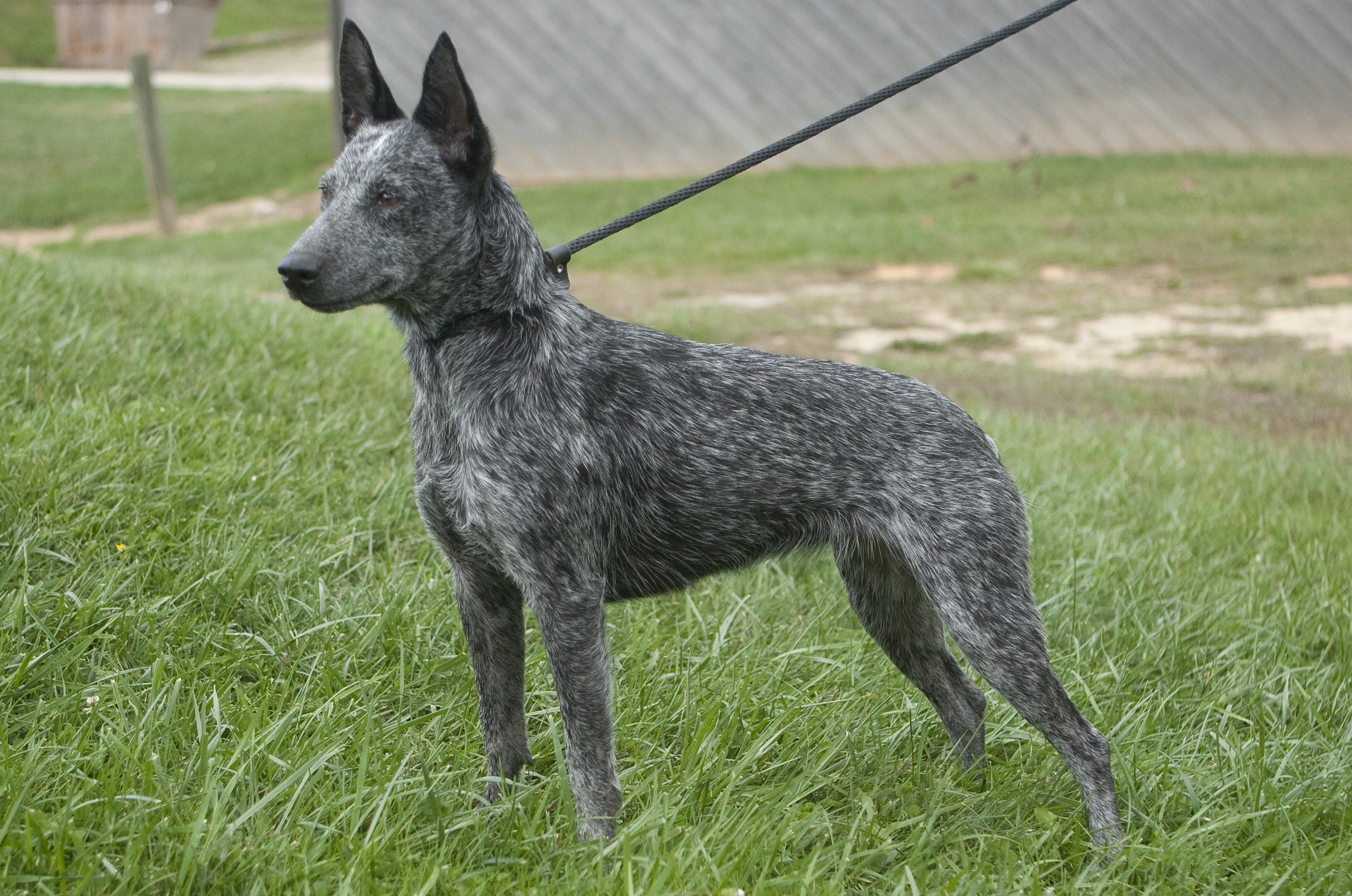
Pastor australiano Stumpy Tail. La cola del Stumpy Tail es corta, ya que no supera los 10 cm de longitud.

Colocada moderadamente hacia abajo, siguiendo el contorno del muslo y grupa de largo hasta alcanzar los corvejones. Cuando descansa con una ligera curva. En movimiento o agitación la cola debe estar levantada. En ningún momento la cola debería llevarse más allá de una línea vertical que parte de la raíz (o sea enroscada). La cola debería tener un abundante pelaje.

### Movimiento y marcha
La acción es real, libre, flexible e incansable, y el movimiento de hombros y cuartos delanteros es unísono con la fuerza de los traseros. La capacidad de movimientos rápidos e inesperados es elemental. Cuando trotan las patas tienden a juntarse al nivel del suelo conforme la velocidad va en aumento.

### Pelaje
El pelo es suave, con doble capa siendo más densa la más corta; el pelo de la capa más larga es cerrado, cada pelo es, lacio y duro, razón por la que es impermeable. En las patas traseras el pelaje es largo donde se unen los muslos. En la cabeza (inclusive dentro de las orejas) hasta el frente de las patas el pelaje es corto. Alrededor del cuello, más largo y más grueso. Un pelo muy largo o muy corto será falta. El pelo rizado a ondulado es evidente en hembras muy adultas.  

#### Color
Blue heeler: el color puede ser negro, negro entrecano, negro moteado con o sin otras marcas. Lo permitido en marcas son, negras, azules o paja en la cabeza, preferentemente simétricas. Las patas delanteras color paja hasta la mitad y extendiéndose al frente al pecho y garganta, y en las quijadas. La capa inferior puede ser paja en el cuerpo siempre que no sobresalga a la capa superior azul. Las marcas negras en el cuerpo no son deseables.

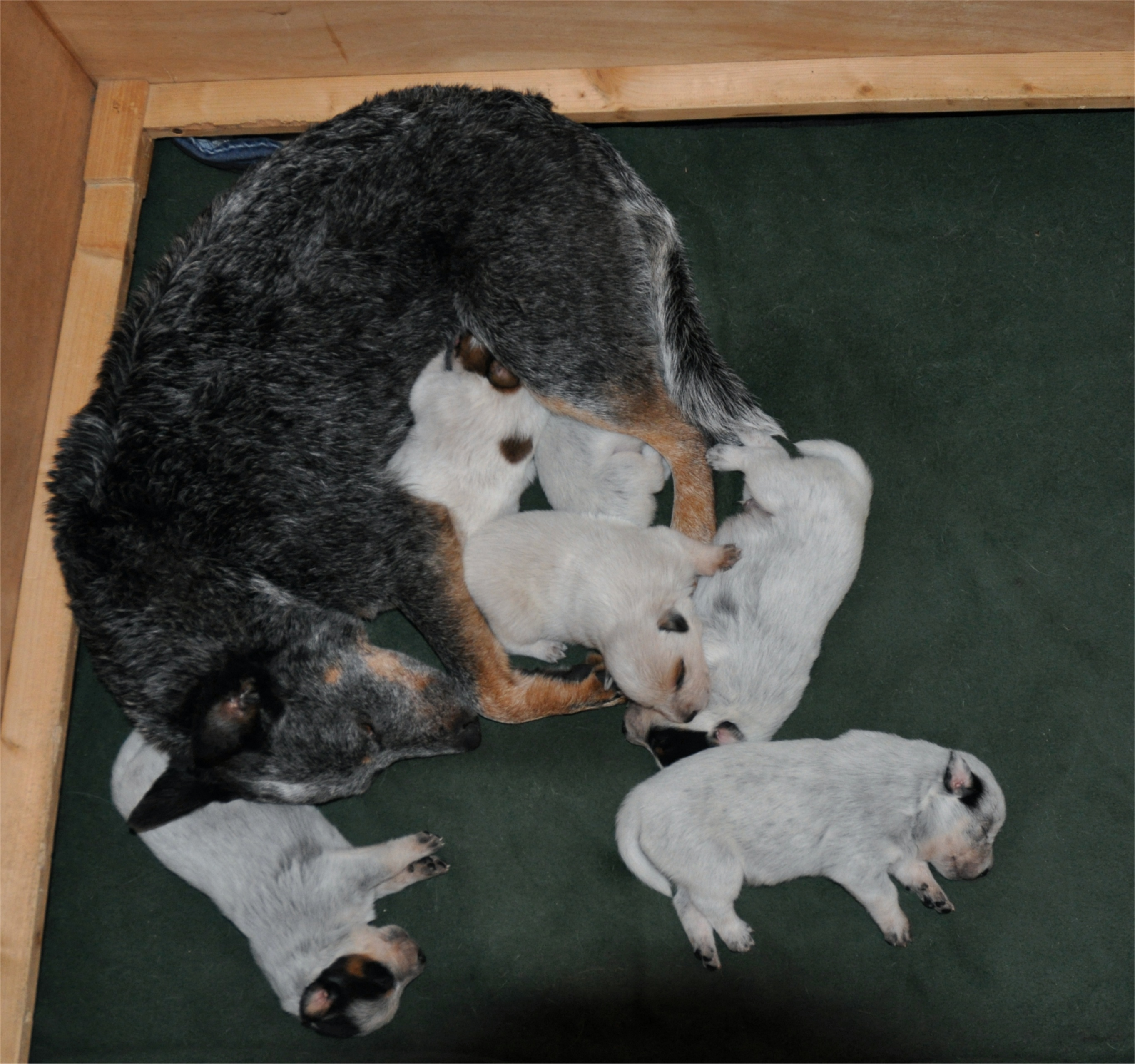
Hembra con una camada de dos semanas.

Red heeler: el color debe ser muy parejo en todo el cuerpo, incluyendo la capa inferior (ni blanco ni crema), con o sin marcas rojas en la cabeza. Las marcas simétricas son deseadas. Las marcas más rojas en el cuerpo son permitidas mas no deseadas.
Existen dos problemas principales en el color. Los perros azules que tienden a negro y los perros rojos que carecen de pecas. Este último es más que un problema, y una de las razones por las que los rojos son menos predominantes que los azules.

### Tamaño
El macho puede medir de 46 a 51 cm, y pesar entre 20 y 26 kg. La hembra puede medir de 43 a 48 cm, y pesar entre 18 y 23 kg.
En este aspecto casi no hay problemas, pues los requisitos de estatura se han mantenido con facilidad.

### Selección del mejor cachorro
Antes de escoger el cachorro debemos detenernos a pensar para qué queremos este perro, como mascota, como perro de guardia, perro de pastoreo, perro para exhibición de belleza, etc. Ahora veamos como se comportan todos los cachorros de la camada. El que vemos muy mordelón que pelea a todos sus hermanos, serviría para guardia; el más grande y que duerme siempre porque es el que más comió, estaría muy bien como mascota o para belleza, los más chiquitos que parecen torbellinos han aprendido a hacer un esfuerzo extra por obtener su alimento luchado contra los mayores, ellos serían ideales para el trabajo. Pero no hay ninguna regla escrita el carácter de los perros lo moldean en un gran porcentaje los dueños, de esta manera uno muy agresivo puede ser muy manso y viceversa. Siempre tomemos muy en cuenta la opinión del criador.

## El pastor australiano en la cultura popular
La serie de televisión infantil Bluey sigue a Bluey, una cachorra de Blue Heeler de seis años (luego siete años) que se caracteriza por su abundancia de energía, imaginación y curiosidad sobre el mundo. Bluey vive con su hermana menor, Bingo (quien regularmente se une a ella en aventuras para embarcarse en juegos imaginativos juntas), y sus padres Bandit y Chilli.